# Tatiana Sumarokova
Tatiana Nikolaevna Sumarokova (en ruso: Татьяна Николаевна Сумарокова; Moscú, RSFS de Rusia; 16 de septiembre de 1922 - Moscú, Rusia; 28 de mayo de 1997) fue navegante de escuadrón soviética en el 588.º Regimiento de Bombardeo Nocturno (325.° División Aérea de Bombarderos Nocturnos, 4.° Ejército Aéreo, Segundo Frente Bielorruso), más tarde rebautizado como 46.° Regimiento Aéreo de Bombarderos Nocturnos de la Guardia. Durante la Segunda Guerra Mundial alcanzó el grado militar de teniente. En 1995 el entonces presidente de Rusia, Borís Yeltsin , e concedió el título de Héroe de la Federación de Rusia.

## Biografía

### Infancia y juventud
Tatiana Sumarokova nació el 16 de septiembre de 1922 en Moscú, RSFS de Rusia, en el seno de una familia rusa. En 1939, después de graduarse en la escuela secundaria, se matriculó en la Primera Universidad Estatal de Medicina de Moscú (en ruso: Pervyy Moskovskiy Gosudarstvennyy Meditsinskiy Universitet) donde estudió hasta el comienzo de la guerra. Inicialmente permaneció como civil y trabajó en la construcción de fortificaciones defensivas alrededor de Moscú.
El 13 de octubre de 1941, Sumarokova y su compañera de clase Jiuaz Dospánova se enteraron de que se estaban reclutando mujeres para varias unidades de aviación y que se necesitaba personal no piloto, concertaron una cita con Marina Raskova, quien participó en la formación de regimientos aéreos de mujeres. Ambas fueron aceptadas e inscritas en el grupo de navegantes.

### Segunda Guerra Mundial
En octubre de 1941, Sumarokova ingresó en la Escuela de Aviación Militar de Engels, para convertirse en navegante en el 588.º Regimiento de Bombardeo Nocturno, uno de los tres regimientos de aviación formados por mujeres fundados por Marina Raskova y liderado por la mayor Yevdokía Bershánskaya. El regimiento estaba formado íntegramente por mujeres voluntarias, desde las técnicos hasta las pilotos, todas ellas de una edad cercana a los veinte años.
El 23 de mayo de 1942, después de completar su entrenamiento, el regimiento fue transferido a la 218.º división de bombarderos nocturnos del Frente Sur (estacionada en el aeródromo de la aldea de Trud Gornyaka cerca de Voroshilovgrado). La propia Marina Raskova las acompañó hasta su destino y luego dio un conmovedor discurso de despedida antes de regresar a Engels. En su nuevo destino el regimiento quedó adscripto al 4.º Ejército Aéreo al mando del mayor general Konstanín Vershinin.
El 8 de febrero de 1943, el 588.º Regimiento de Bombardero Nocturno recibió el rango de Guardias y pasó a llamarse 46.º Regimiento de Bombardeo Nocturno de la Guardia, y un poco más tarde recibió el nombre honorífico de «Taman» por su destacada actuación durante los duros combates aéreos en la península de Tamán, en 1943 (véase batalla del cruce del Kubán).
Sumarokova recibió su primera Orden de la Bandera Roja en septiembre de 1942 después de realizar varias salidas de combate con una densa niebla otoñal. En octubre de 1942 ya había completado 146 salidas. Durante la guerra participó en campañas de bombardeo contra las fuerzas alemanas en el norte del Cáucaso, en el río Mius, durante la liberación de Donbass, Kubán, Crimea, Bielorrusia y Polonia.
A fines del otoño de 1943, durante la operación de desembarco anfibio de Kerch-Eltigen (véase operación Kerch-Eltigen), en condiciones climáticas difíciles y con un intenso fuego antiaéreo, arrojó repetidamente alimentos y municiones a las tropas soviéticas de la cabeza de puente de Eltigen, volando a altitudes extremadamente bajas (75–100 m). En octubre de 1943 había completado 390 salidas. En una misión sobre Kerch el 31 de diciembre de 1943, sobrevivió por poco a una misión cuando su Polikarpov Po-2 pilotado por Vera Tijomirova fue alcanzado por fuego antiaéreo y se incendió. El avión comenzó a perder altitud y Tikhomirova estaba preparada para realizar un amerizaje de emergencia en el mar pero logró aterrizar con seguridad en territorio amigo.
En septiembre de 1944, fue ascendida al puesto de navegante de escuadrón, puesto desde el que ayudó a entrenar a nuevos navegantes además de las tareas de combate regulares, se distinguió como una excelente maestra por capacitar rápidamente a ocho miembros del personal de tierra como navegantes. Al final de la guerra, totalizó 725 salidas de combate, arrojando 108 toneladas de bombas, más de la mitad de sus salidas de combate las realizó junto con la comandente de escuadrón María Smirnova.
El 10 de mayo de 1945, fue nominada para el título de Héroe de la Unión Soviética, aunque nunca se le concedió pese a las opiniones a favor de varios oficiales militares de alto rango que aprobaron la nominación, incluidos Konstantín Vershinin y Konstantín Rokossovski comandantes del 4.º Ejército Aéreo y del Segundo Frente Bielorruso respectivamente; posteriormente se le concedió la Orden de la Guerra Patria de 1.er grado en su lugar.

### Posguerra
Después de la guerra continuó en el regimiento aéreo, que en julio de 1945 fue transferido al Grupo de Fuerzas del Norte (Polonia). Hasta octubre de 1945, en que el regimiento fue disuelto.
Después de la disolución del regimiento, abandonó el ejército, y pasó a estudiar editorialización y publicación en la Universidad Estatal de Artes de la Imprenta de Moscú. En 1949, después de graduarse, comenzó a trabajar como editora sénior y, a partir de 1950, como editora jefe de la editorial Fizkultura i Sport. Después, en 1960, trabajó también como editora sénior, para la Editorial de Ficción. Desde 1961, trabajó en el periódico Deporte soviético. Desde 1963 trabajó en la editorial Conocimiento y luego trabajó para la Editorial Progreso.
En 1976 publicó un libro titulado Vuela sobre mí después de la batalla (en ruso: Пролети надо мной после боя) sobre la vida de dos de sus amigos veteranos: la Heroína de la Unión Soviética Yekaterina Riábova y su esposo, el dos veces Héroe de la Unión Soviética Grigori Sivkov.
En 1995, después del colapso de la Unión Soviética, el entonces presidente de Rusia, Borís Yeltsin, le concedió el título de Héroe de la Federación de Rusia. Además de ser miembro del Partido comunista fue miembro de la Unión de Periodistas de la URSS. Murió el 28 de mayo de 1997 en Moscú y fue enterrada en el Cementerio de Kúntsevo.

## Condecoraciones
Tatiana Sumarokova recibió las siguientes condecoracionesː
- Héroe de la Federación de Rusia (N.º 230; 11 de octubre de 1995);
- Orden de la Bandera Roja, dos veces (19 de octubre de 1942, 22 de mayo de 1945)
- Orden de la Guerra Patria de 1.er grado (2 de diciembre de 1945)
- Orden de la Guerra Patria de 2.do grado, dos veces (30 de octubre de 1943, 11 de marzo de 1985)
- Orden de la Estrella Roja (26 de abril de 1944)
- Orden de la Amistad de los Pueblos (28 de septiembre de 1981)
- Medalla Conmemorativa por el Centenario del Natalicio de Lenin
- Medalla por la Defensa del Cáucaso
- Medalla por la Victoria sobre Alemania en la Gran Guerra Patria 1941-1945
- Medalla Conmemorativa del 20.º Aniversario de la Victoria en la Gran Guerra Patria de 1941-1945
- Medalla Conmemorativa del 30.º Aniversario de la Victoria en la Gran Guerra Patria de 1941-1945
- Medalla Conmemorativa del 40.º Aniversario de la Victoria en la Gran Guerra Patria de 1941-1945
- Medalla Conmemorativa del 50.º Aniversario de la Victoria en la Gran Guerra Patria de 1941-1945
- Medalla al Trabajador Veterano
- Medalla por la Liberación de Varsovia
- Medalla del 50.º Aniversario de las Fuerzas Armadas de la URSS
- Medalla del 60.º Aniversario de las Fuerzas Armadas de la URSS
- Medalla del 70.º Aniversario de las Fuerzas Armadas de la URSS
- Medalla de Zhúkov